# Imenje, Brda
Imenje je naselje v Občini Brda.